# Ковзанярський спорт (монета)
«Ковзаня́рський спорт» — пам'ятна монета номіналом 2 гривні, випущена Національним банком України, присвячена XIX зимовим Олімпійським іграм, що відбудуться у 2002 році в Солт-Лейк-Сіті (США).
Монету введено в обіг 30 січня 2002 року. Вона належить до серії «Спорт».

## Опис монети та характеристики
| Номінал грн. | Метал      | Маса, г | Діаметр, мм | Якість виготовлення | Гурт     | Тираж, штук |
| ------------ | ---------- | ------- | ----------- | ------------------- | -------- | ----------- |
| 2            | нейзильбер | 12,8    | 31,0        | звичайна            | рифлений | 30 000      |

### Аверс
На аверсі монети півколом зображено стилізований фрагмент сніжинки, на якому розміщено: напис «УКРАЇНА» та малий Державний Герб України; праворуч внизу, на тлі дзеркала написи: «2», «ГРИВНІ», «2002», та логотип Монетного двору Національного банку України.

### Реверс

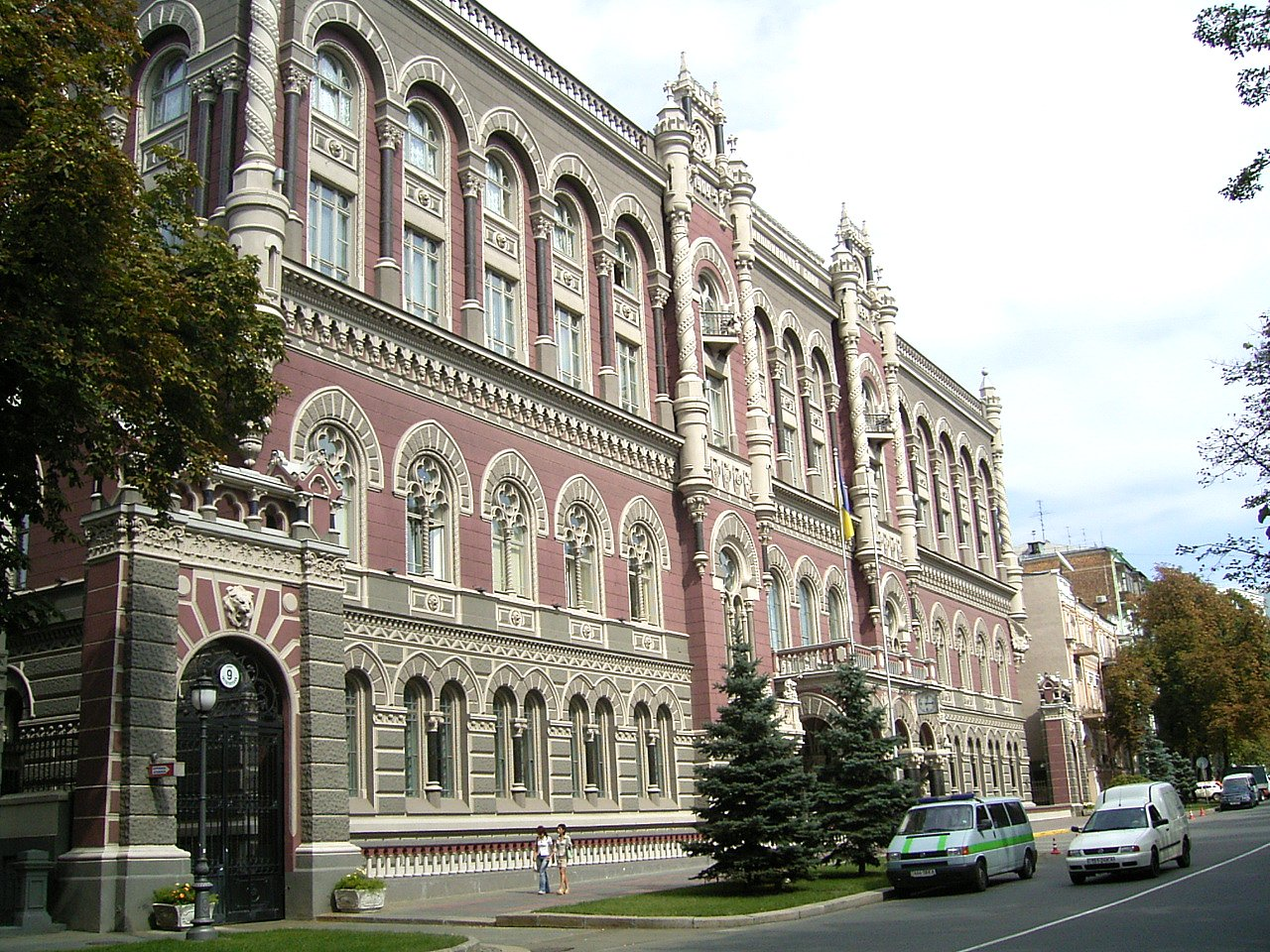
Будівля Національного банку України

На реверсі монети ліворуч на дзеркальному тлі розміщено силуетне зображення ковзаняра, праворуч півколом зображено стилізований фрагмент сніжинки, на рельєфному тлі якого розміщено напис у три рядки: «XIX ЗИМОВІ ОЛІМПІЙСЬКІ ІГРИ», «СОЛТ-ЛЕЙК-СІТІ», «2002».

## Автори
- Художники: Козаченко Віталій, Таран Володимир, Харук Олександр, Харук Сергій.
- Скульптори: Дем'яненко Володимир, Іваненко Святослав.

## Вартість монети
Під час введення монети в обіг у 2002 році, Національний банк України реалізовував монету через свої філії за ціною 2 гривні.
Фактична приблизна вартість монети, з роками змінювалася так:
| Рік        | 2010 | 2011 | 2012 | 2013 | 2014 | 2015 | 2016 | 2017 | 2018 | 2019 | 2020 | 2021 | 2022 | 2023 | 2024  | 2025 |
| ---------- | ---- | ---- | ---- | ---- | ---- | ---- | ---- | ---- | ---- | ---- | ---- | ---- | ---- | ---- | ----- | ---- |
| Ціна, грн. | 60   | 85   | 90   | 100  | 140  | 330  | 330  | 340  | 350  | 350  | 330  | 330  | 350  | 400  | 1 020 | 970  |